# Épületek hőszigetelése
Az épületek hőszigetelése az energiahatékonyság és az épületfizika egyik központi kérdésévé vált, különösen az 1970-es évektől kezdődően. Az 1973-as és 1979-es olajválság hatására világszerte megnőtt az igény az energiafelhasználás csökkentésére és az épületek komfortfokozatának gazdaságosabb javítására. A cél az volt, hogy az épületek fűtési és hűtési energiaigényét minimalizálják, miközben a belső klíma kellemes maradjon.
Az energiaárak folyamatos emelkedése, a Föld fosszilis energiahordozó-készleteinek kimerülése, valamint a klímaváltozás elleni küzdelem részeként a CO2-kibocsátás csökkentésének szükségessége miatt ma már nem kérdéses az épületek hatékony hőszigetelésének alapvető fontossága. Az ügy jelentőségét alátámasztják az Európai Unió energiahatékonysági irányelvei, valamint az új építésű és jelentősen felújított épületekre vonatkozó, egyre szigorodó hazai jogszabályi előírások is. Az épületek megfelelő hőszigetelésével jelentős mértékben hozzájárulhatunk a környezetszennyezés csökkentéséhez és az üvegházhatású gázok kibocsátásának mérsékléséhez.
A világ végső energiafelhasználásának jelentős része, egyes becslések szerint közel fele, fűtési és hűtési célokat szolgál. Egy 2019-es adat szerint a globális szén-dioxid-kibocsátás mintegy 40 százaléka (körülbelül 13,3 gigatonna) a szén, az olaj és a földgáz hőtermelési célú égetéséből származott. Ennek az épületenergetikai célú kibocsátásnak a csökkentésére az egyik leghatékonyabb és legköltséghatékonyabb rendelkezésre álló műszaki megoldás az épületek átfogó hőszigetelése.
A hőszigetelés általános értelemben két eltérő hőmérsékletű tér (például a külső környezet és az épület belső tere) között természetes módon fellépő hőátadás (hőáramlás) akadályozása. Ezt jellemzően nagy hőellenállással rendelkező épületszerkezetekkel vagy anyagokkal érik el. Tehát például Magyarország klimatikus viszonyai között a hőszigetelés télen a kinti hideg bejutásának és a belső meleg kiáramlásának gátlását jelenti, azaz a fűtött helyiségek hőveszteségének minimalizálását, míg nyáron a túlzott felmelegedés elleni védelmet szolgálja.
Mivel a nyugalomban lévő levegő kiváló hőszigetelő tulajdonságokkal rendelkezik (alacsony a hővezetési tényezője), ezért a különböző épületszerkezetek hőszigetelő képességét jelentős mértékben befolyásolja a szerkezeti rétegek által közbezárt vagy az anyag pórusrendszerében található levegő mennyisége és eloszlása. A hőszigetelés témakörében fontos megkülönböztetni a kimondottan hőszigetelő célra gyártott anyagokat (mint pl. polisztirolhab, ásványgyapot) és azokat a hőszigetelő képességgel rendelkező szerkezeteket, amelyek anyagaik révén nem feltétlenül jó hőszigetelők, de speciális szerkezeti kialakításuk révén (pl. többrétegű üvegezés, légréses falak) hatékonyan csökkentik a hőátadást. Ilyenek például a modern ablakszerkezetek.

## Hőveszteség
Megfelelő hőszigetelés hiányában, vagy rosszul kivitelezett szigetelés esetén az épület hővesztesége rendkívül magas lehet. A fizika törvényei szerint a hő mindig a magasabb hőmérsékletű közegből az alacsonyabb hőmérsékletű közeg felé áramlik. Az épületek hőveszteségének mértéke és a hőveszteség megoszlása az egyes épületszerkezetek (falak, tető, ablakok, padló) között nagyban függ a szigetelés meglététől, vastagságától, minőségétől és az épület általános állapotától. Általánosságban elmondható, hogy egy átlagos, szigeteletlen vagy gyengén szigetelt családi ház esetében a hőveszteség hozzávetőleges megoszlása a következő (az értékek tájékoztató jellegűek és épületenként jelentősen változhatnak):
- 30–40% a külső falakon keresztül
- 20–30% a tetőn vagy a legfelső födémen keresztül
- 15–25% a nyílászárókon (ablakok, ajtók) át
- 10–15% a padlón (talajjal érintkező szerkezetek) vagy a pincefödémen keresztül

Bizonyos tényezők jelentősen módosíthatják ezeket az arányokat. Például, ha egy épület nagy üvegfelületekkel rendelkezik, és a nyílászárók hőszigetelő képessége gyenge (pl. régi, egyszárnyú, rosszul záródó ablakok), akkor az ablakokon és ajtókon keresztül távozó hő az összes hőveszteség akár 40-50 százalékát is elérheti.
A hőszigetelés tervezése és kivitelezése során az egyik leggyakrabban előforduló és legtöbb problémát okozó jelenség a hőhidak kialakulása, valamint a többdimenziós hőáramlás hatása. Hőhíd olyan helyeken jön létre az épületszerkezetben, ahol a hő könnyebben tud távozni, mint a környező szerkezeti elemeken keresztül. Ennek oka lehet anyagi (eltérő hővezetési tényezőjű anyagok találkozása, pl. vasbeton koszorú a téglafalban), geometriai (pl. épületsarkok, ahol a külső hűtő felület nagyobb a belső fűtő felülethez képest) vagy kivitelezési hiba (pl. szigetelés folytonossági hiánya, hézagok). Többdimenziós hőáramlás alakul ki például sarkokban, éleknél, vagy ahol különböző tulajdonságú építőanyagok csatlakoznak egymáshoz, illetve a nyílászárók beépítésénél (keretek, csomópontok).
Ha az épület külső felületének egyes pontjain a hőátbocsátási tényező jelentősen magasabb (azaz a hőellenállás kisebb), akkor ezeken a helyeken a belső felületi hőmérséklet hidegebb lesz, mint a környező felületeken. Amennyiben ez a hőmérséklet eléri vagy alatta marad a levegő harmatponti hőmérsékletének, akkor a levegő páratartalma kicsapódik a hideg felületen. Ez a nedvesedés számos komoly problémát okozhat. A nedvesség behatolhat a szerkezetbe, rontva annak hőszigetelő képességét és hosszú távon állagkárosodást okozva. Az állandó nedvesség kedvez a penészgombák megtelepedésének, ami nemcsak esztétikai probléma és tovább károsíthatja a falakat, a lábazatot, a padlót vagy akár a bútorokat is, hanem komoly egészségügyi kockázatot is jelent. A penészspórák a levegőbe kerülve allergiás reakciókat, asztmatikus tüneteket és egyéb légzőszervi problémákat válthatnak ki. A páralecsapódás elkerülése érdekében kulcsfontosságú a hőhidak minimalizálása megfelelő tervezéssel és kivitelezéssel, a belső felületek megfelelő hőmérsékletének biztosítása, valamint a pára szabályozott elvezetése (pl. megfelelő szellőztetéssel vagy páraáteresztő, de légzáró szerkezetek alkalmazásával).
Meglévő épületek hőszigetelési felújításának tervezésekor gyakran alkalmaznak hőkamerás vizsgálatokat. Ezekkel a mérésekkel pontosan feltérképezhető az épület hőtechnikai állapota: azonosíthatók a jelentős hőveszteséggel érintett felületek, lokalizálhatók a hőhidak, és ellenőrizhető a meglévő szigetelés állapota. Az eredmények alapján megalapozottan dönthető el, hogy mely szerkezeteket, milyen típusú és vastagságú hőszigetelő anyaggal szükséges ellátni a kívánt energiahatékonysági szint eléréséhez.
Gyakori hőhidak típusai:
Anyagváltásból adódó (szerkezeti) hőhidak: Ezek ott fordulnak elő, ahol a jó hőszigetelő képességű épületszerkezetet (pl. falazatot) szükségszerűen megszakítják egy rosszabb hőszigetelő képességű, de statikailag szükséges anyaggal vagy szerkezeti elemmel. Ezek a hőhidak lehetnek vonalmentiek (pl. betonkoszorú, áthidaló) vagy pontszerűek (pl. fém rögzítőelemek).

#### Példák:
- Vasbeton födém vagy koszorú a falazatban
- Szigeteletlen vagy rosszul szigetelt ablak- és ajtóáthidalók
- Kiugró erkélylemezek, loggiák födémcsatlakozásai
- Külső falazaton áthatoló vasbeton pillérek, konzolok
- Szigetelést áttörő fém szerkezeti elemek (pl. rögzítőcsavarok, falkötő kapcsok)
- Ablakpárkányok, különösen, ha átmennek a falszerkezeten

Geometriai hőhidak: Ezek az épület alakjából adódnak, olyan helyeken, ahol a külső, hőt leadó felület nagyobb, mint a belső, hőt felvevő felület.
- Épületsarkok (külső sarkoknál nagyobb a hőveszteség)
- Élek, kiugró vagy beugró falszakaszok csatlakozásai

Kivitelezési hibákból adódó hőhidak: Ezek szakszerűtlen tervezés vagy kivitelezés következtében jönnek létre.
- Hézagosan rakott hőszigetelő táblák
- Nem megfelelő átlapolások, illesztések (pl. falszigetelés és tetőszigetelés csatlakozásánál)
- Szarufák közötti szigetelés nem teljes kitöltése vagy összecsúszása
- Hiányos vagy sérült lég- és párazáró rétegek
- Nyílászárók körüli szakszerűtlen szigetelés (pl. ablakkeret és falazat között)

A különböző típusú hőhidak gyakran együttesen jelentkeznek, és hatásuk összeadódhat, jelentősen növelve az épület energiaveszteségét és a páralecsapódás kockázatát.

## Hőszigetelő anyagok
Bár elméletileg minden anyagnak van valamekkora hőszigetelő képessége, az építőiparban csak azokat az anyagokat nevezzük hőszigetelő anyagnak, amelyek hővezetési tényezője kellően alacsony ahhoz, hogy hatékonyan csökkentsék a hőáramlást. A hőszigetelő-képesség legfontosabb mérőszáma a hővezetési tényező (lambda-érték), jele: λ, mértékegysége: W/(m·K). Minél kisebb egy anyag λ-értéke, annál jobb a hőszigetelő képessége (azaz annál rosszabb hővezető).
A legtöbb elterjedt hőszigetelő anyag hatékonysága azon alapul, hogy szerkezetükben (pórusokban, cellákban vagy szálak között) nagy mennyiségű levegőt vagy más gázt zárnak magukba, amely nyugalomban kiváló hőszigetelő. A gyártási technológiák célja, hogy ezt a levegőt vagy gázt stabilan, kis cellákba vagy szálak közé zárva "csomagolják be", miközben az anyag egyéb tulajdonságai (pl. szilárdság, tartósság, tűzállóság) is megfeleljenek az építőipari követelményeknek, és a gyártási költségek is elfogadhatóak maradjanak.
Számtalan hőszigetelő anyag létezik, de Magyarországon és Európában a leggyakrabban használt típusok a következők:
1. Expandált polisztirolhab lemez (EPS): Közismert nevén "hungarocell" vagy "nikecell". A polisztirol gyöngyök hő hatására történő expandálásával készül, a cellák levegőt zárnak magukba. Elterjedt és költséghatékony megoldás homlokzatok, födémek, padlók szigetelésére.
2. Grafitadalékos expandált polisztirolhab lemez (grafitos EPS): Az EPS továbbfejlesztett változata, amelyhez grafitport adnak. A grafit csökkenti a hőátadást sugárzás útján, így azonos vastagság mellett jobb hőszigetelő képességet (alacsonyabb λ-értéket) biztosít, mint a hagyományos fehér EPS.
3. Extrudált polisztirolhab lemez (XPS): Zárt cellaszerkezetű anyag, amelyet extrudálással állítanak elő. Nagyobb nyomószilárdsággal és rendkívül alacsony vízfelvétellel rendelkezik, ezért elsősorban lábazatok, pincefalak, fordított rétegrendű lapostetők, padlók szigetelésére használják, ahol nedvességhatásnak vagy nagyobb terhelésnek van kitéve. Általában színezik (pl. kék, rózsaszín, zöld) az EPS-től való megkülönböztetés érdekében.
4. Kőzetgyapot (ásványgyapot): Bazaltkő és más ásványi anyagok olvasztásával és szálazásával készül. Kiváló hő- és hangszigetelő, páraáteresztő és teljesen tűzálló (A1 tűzvédelmi osztályú) anyag. Homlokzatok, tetők, födémek, válaszfalak szigetelésére egyaránt alkalmas.
5. Üveggyapot (ásványgyapot): Üveghulladék és homok olvasztásával, szálazásával állítják elő. A kőzetgyapothoz hasonlóan jó hő- és hangszigetelő, páraáteresztő és tűzálló. Könnyű, rugalmas anyag, ezért különösen kedvelt tetőterek, födémek, könnyűszerkezetes épületek hézagkitöltő szigetelésére.
6. Poliuretán hab (PUR/PIR): Két folyékony komponens kémiai reakciójával helyszínen vagy gyárilag előállított műanyag hab. Rendkívül jó hőszigetelő képességgel (nagyon alacsony λ-értékkel) rendelkezik. Gyárilag készülnek keményhab táblák (PIR), amelyeket lapostetők, padlók, homlokzatok szigetelésére használnak, valamint szendvicspanelek töltőhabjaként is alkalmazzák. Egyre terjed a helyszínen szórt poliuretán habbal történő szigetelés is, amely illesztésmentes réteget képez.
7. Fagyapot lemez: Faforgács szálakból, cement vagy magnezit kötőanyaggal préselt táblás anyag. Hőszigetelő képessége elmarad a polisztirolhabokétól és az ásványgyapotokétól, de jó páraáteresztő, hangelnyelő és vakolattartó tulajdonságú. Gyakran használják könnyűszerkezetes épületekben, mennyezeteken, vagy más szigetelőanyagok (pl. polisztirol) külső kérgeként kombinált rendszerekben.
8. Egyéb, Magyarországon kevésbé elterjedt hőszigetelő anyagok: Természetes alapú anyagok, mint a parafa, cellulóz (újrahasznosított papírból), kender, juhgyapjú, szalma, farostlemez, vagy modern technológiák, mint az aerogél vagy a vákuumszigetelő panel (VIP).

A grafitos polisztirol lemezek a hozzáadott grafit révén jelentősen jobb hőszigetelő képességgel bírnak (jellemzően λ = 0,031-0,032 W/(m·K)), mint a hagyományos fehér EPS lemezek (λ ≈ 0,038-0,040 W/(m·K)). Ez azt jelenti, hogy azonos hőszigetelő hatás eléréséhez vékonyabb réteg is elegendő grafitos lemezből, ami előnyös lehet helyszűke esetén vagy esztétikai okokból.

## Hőszigetelő anyagok főbb tulajdonságai
A megfelelő hőszigetelő anyag kiválasztásakor – a hőszigetelő képességen (λ-érték) túl – számos egyéb műszaki tulajdonságot is figyelembe kell venni az optimális és tartós megoldás érdekében:
- Páradiffúziós ellenállási tényező (μ): Ez a szám azt mutatja meg, hogy az anyag a levegőnél hányszor nehezebben engedi át a vízpárát. Minél kisebb ez az érték, annál jobb az anyag páraáteresztő képessége. A jó páraáteresztés fontos a falak kiszellőzése és a páralecsapódás elkerülése szempontjából, különösen „lélegző” falszerkezetek esetén. Az ásványgyapotok páraáteresztése kiváló (μ ≈ 1), míg a polisztirolhaboké gyengébb (EPS: μ ≈ 20-70, XPS: μ ≈ 80-250).
- Vízfelvevő képesség: A hőszigetelő anyagnak a lehető legkevésbé szabad vizet felvennie, mivel a nedvesség jelentősen rontja a hőszigetelő képességet és szerkezeti károkat okozhat. Különösen fontos ez lábazatoknál, talajjal érintkező szerkezeteknél. Az XPS és a zárt cellás PUR habok vízfelvétele elhanyagolható, míg az EPS és az ásványgyapotok érzékenyebbek a nedvességre (bár utóbbiak ki is tudnak száradni).
- Nyomószilárdság: Azt mutatja meg, mekkora terhelést képes elviselni az anyag jelentős alakváltozás (összenyomódás) nélkül. Nagy nyomószilárdság szükséges padlókban, lapostetőkön, lábazatokon alkalmazott szigeteléseknél. Az XPS és a PIR táblák jellemzően nagy nyomószilárdságúak.
- Tűzállóság (Tűzvédelmi osztály): Az építési termékek tűzzel szembeni viselkedését szabványos osztályokba sorolják (Európában A1-től F-ig). Az A1 a nem éghető anyagokat jelöli (pl. kőzetgyapot, üveggyapot), míg az F a legkönnyebben éghetőeket. A polisztirolhabok (EPS, XPS, PUR/PIR) éghető anyagok (jellemzően E osztály), de égésgátló adalékokkal nehezen éghetővé, önkioltóvá teszik őket. A tűzvédelmi előírások szigorúan szabályozzák, hogy melyik anyag hol és milyen feltételekkel építhető be.
- Időtállóság (Tartósság): Fontos, hogy a hőszigetelő anyag tulajdonságai az épület tervezett élettartama alatt ne változzanak számottevően. Ellen kell állnia az öregedésnek, a hőmérsékleti ingadozásoknak, a nedvességnek, UV-sugárzásnak (ha közvetlenül éri), valamint a biológiai kártevőknek (rovarok, rágcsálok, gombák). A szakszerűen beépített, minősített hőszigetelő anyagok általában évtizedekig megőrzik tulajdonságaikat.
- Egészségügyi és környezeti hatások: Az anyagok kiválasztásánál szempont lehet az alapanyag eredete (természetes vagy mesterséges), az előállítás energiaigénye, az újrahasznosíthatóság, valamint hogy tartalmaznak-e potenciálisan káros anyagokat, amelyek a beépítés során vagy később a beltéri levegőbe juthatnak. A modern, minősített építőanyagok általában biztonságosak, de érdemes tájékozódni a termékek környezetvédelmi és egészségügyi minősítéseiről.
- Alakíthatóság, beépíthetőség: Az anyagok mérete, súlya, rugalmassága, vághatósága befolyásolja a beépítés egyszerűségét és pontosságát. Fontos a felülethez való pontos illeszkedés, a hézag- és hőhídmentes beépítés lehetősége. A táblás anyagoknál az illesztések pontossága kritikus, míg a szórt vagy fújható szigetelések (pl. szórt PUR hab, fújt cellulóz vagy üveggyapot) előnye, hogy hézagmentesen kitöltenek minden rést és szabálytalan felületet is követnek.

## A hőszigetelés kedvező hatásai
A szakszerűen megtervezett és kivitelezett hőszigetelés számos előnnyel jár:
1. Energiamegtakarítás: Jelentősen csökken az épület fűtési és hűtési energiafelhasználása, ami alacsonyabb rezsiköltségeket eredményez.
2. Környezetvédelem: Az alacsonyabb energiafogyasztás révén csökken az épület ökológiai lábnyoma, mérséklődik a károsanyag-kibocsátás (különösen a CO2-kibocsátás).
3. Lakókomfort növekedése: A belső terek hőmérséklete egyenletesebbé válik, megszűnnek a hideg falfelületek és a kellemetlen légmozgás (huzat). Télen a falak belső felületi hőmérséklete megemelkedik, csökkentve az emberi test sugárzásos hőveszteségét és a "hideg sugárzás" érzetét. Nyáron a hőszigetelés véd a túlmelegedéstől.
4. Páralecsapódás és penészesedés megelőzése: A hőhídak megszüntetésével és a belső felületi hőmérsékletek növelésével elkerülhető a páralecsapódás és az ebből adódó penészesedés kialakulása.
5. Épületszerkezet védelme: A külső oldali hőszigetelés csökkenti az épületszerkezetet érő hőmérsékleti ingadozásokat (napi és évszakos váltakozások), ezáltal mérsékli a hőtágulásból adódó mozgásokat és feszültségeket, növelve a szerkezet élettartamát.
6. Zajcsökkentés: Bizonyos hőszigetelő anyagok (különösen a szálas anyagok, mint a kőzet- és üveggyapot) jó hangszigetelő tulajdonságokkal is rendelkeznek, csökkentve a külső zajok behatolását.
7. Ingatlan értékének növekedése: Az energiahatékony, jó komfortfokozatú, korszerű hőszigeteléssel ellátott épületek értéke magasabb az ingatlanpiacon.

## A költségek megtérülése
A hőszigetelési beruházás költségeinek megtérülési idejét több tényező komplex kölcsönhatása határozza meg. Pontos számításhoz figyelembe kell venni:
- A beruházás költségeit: Ez magában foglalja a hőszigetelő anyagok (tetőre, homlokzatra, lábazatra, padlóra stb. eltérő típusú és vastagságú anyagok), a segédanyagok (ragasztó, dübelek, háló, vakolat, fóliák, profilok stb.), az esetleges állványozás és egyéb járulékos munkák (pl. ereszcsatorna áthelyezés, ablakpárkány csere), valamint a munkadíj költségét. A költségeket jelentősen befolyásolja a választott anyag típusa, minősége és vastagsága.
- A meglévő állapotot: Egy teljesen szigeteletlen épület esetében a megtakarítási potenciál nagyobb, mint egy már részlegesen szigetelt épületnél. Fontos a kiindulási energiafogyasztás ismerete.
- Az elérhető energiamegtakarítást: Ez függ a szigetelés vastagságától, minőségétől, a hőhidak kiküszöbölésétől, valamint az épület egyéb jellemzőitől (tájolás, ablakfelületek aránya, fűtési rendszer hatékonysága stb.). A megtakarítás mértékét energetikai számításokkal lehet megbecsülni.
- Az energiaárakat: A magasabb energiaárak (gáz, villany, távhő) rövidebb megtérülési időt eredményeznek. Az energiaárak jövőbeli alakulása bizonytalansági tényező.
- A finanszírozási körülményeket: Az esetleges állami támogatások (pályázatok), kedvezményes hitelek jelentősen csökkenthetik a beruházás nettó költségét és rövidíthetik a megtérülési időt.
- Egyéb tényezőket: Ha a hőszigetelés egy nagyobb felújítás (pl. tetőcsere, homlokzatvakolás, nyílászárócsere) részeként valósul meg, akkor bizonyos költségek (pl. állványozás, vakolás) megoszlanak, így a hőszigetelésre eső fajlagos költség alacsonyabb lehet.

Általánosságban elmondható, hogy a szakszerűen kivitelezett hőszigetelés hosszú távon szinte mindig megtérülő beruházás az energiaköltségek csökkenése révén. A megtérülési idő azonban széles skálán mozoghat: a felhasznált anyagoktól, a szigetelés vastagságától, a helyi energiaáraktól és a finanszírozási feltételektől függően néhány évtől akár több évtizedig is terjedhet. A komfortérzet javulása és az ingatlan értékének növekedése azonban azonnali előnyökkel jár.

## A hőszigetelő rendszer (ETICS) főbb elemei
A külső oldali homlokzati hőszigetelő rendszereket (ETICS - External Thermal Insulation Composite System, Magyarországon gyakran THS vagy HTR rendszerként is említik) komplett rendszerként fejlesztik ki és tanúsítják. Az egyes elemeknek kompatibilisnek kell lenniük egymással a megfelelő működés és tartósság érdekében. A leggyakoribb elemek a következők:
1. Ragasztótapasz: A hőszigetelő táblák rögzítésére szolgál az alapfelülethez. Különböző típusok léteznek polisztirolhoz és ásványgyapothoz.
2. Hőszigetelő táblák: EPS, grafitos EPS vagy kőzetgyapot táblák a homlokzatra.
3. Lábazati hőszigetelő lapok: Jellemzően XPS lapok a lábazati zóna szigetelésére.
4. Lábazati indítóprofil (indítósín): Alumínium vagy műanyag profil, amely a rendszer alsó élének pontos kialakítását és a hőszigetelő táblák megtámasztását segíti.
5. Szigeteléstartó dübelek (tányéros dűbelek): Mechanikai rögzítést biztosítanak a hőszigetelő tábláknak, különösen nagyobb épületmagasságoknál, szélszívásnak kitett felületeken vagy nehezebb szigetelőanyagok (pl. kőzetgyapot) esetén. Típusuk és számuk a falszerkezettől és a szigetelőanyagtól függ.
6. Üvegszövet háló (erősítő háló): A ragasztótapaszba ágyazva kéreg- vagy erősítőréteget képez a hőszigetelés felületén, növelve annak mechanikai ellenállását és megelőzve a repedések kialakulását a fedővakolatban.
7. Élvédő profilok: Hálóval ellátott műanyag vagy fém profilok a sarkok, élek, nyílászárók körüli csatlakozások mechanikai védelmére és esztétikus kialakítására.
8. Alapozó: A vakolat tapadását javító réteg az üvegszövettel erősített kéreg fölött.
9. Homlokzati nemesvakolat (fedővakolat): A rendszer külső, időjárásálló és esztétikai rétege. Különböző anyagú (pl. ásványi, szilikát, szilikon, műgyanta alapú), színű és struktúrájú (pl. dörzsölt, kapart) vakolatok léteznek.

Ezeket a rendszereket új épületek szigetelésére és meglévő épületek utólagos hőszigetelésére egyaránt alkalmazzák. Fontos a rendszertechnológia betartása és a gyártói utasításoknak megfelelő kivitelezés.

## Belső oldali hőszigetelés
Bár a külső oldali hőszigetelés általában előnyösebb hőtechnikai szempontból (védi a falszerkezetet, hatékonyabban csökkenti a hőhidakat), bizonyos esetekben csak a belső oldali hőszigetelés jöhet szóba:
- Társasházi lakásoknál, ahol a homlokzat egységes felújítása nem megoldható.
- Műemléki védelem alatt álló vagy műemlék jellegű épületeknél, ahol a homlokzat karakterét meg kell őrizni.
- Erősen tagolt, díszített homlokzatú épületeknél, ahol a külső szigetelés aránytalanul bonyolult és költséges lenne.
- Időszakosan használt épületeknél, ahol a gyors felfűtés a cél.

A belső oldali hőszigetelés tervezése és kivitelezése különös körültekintést igényel, mivel potenciális páratechnikai problémákat okozhat. A külső falszerkezet a szigetelés mögött hidegebbé válik, a fagyhatár beljebb kerülhet a szerkezetbe. Ez károsíthatja a fagyérzékeny falazóanyagokat (pl. egyes modern, vázkerámiás téglák). A beton, a tömör tégla és a terméskő általában kevésbé érzékeny erre.
A legkritikusabb probléma a páralecsapódás veszélye a hideg falszerkezet és a belső oldali hőszigetelés között vagy a szigetelésen belül. A lakótérből a fal felé diffundáló vízpára ezen a hideg felületen lecsapódhat, ami a szigetelés hatékonyságának romlásához, a falszerkezet nedvesedéséhez és penészesedéshez vezethet. Ennek elkerülése érdekében elengedhetetlen egy folytonos, gondosan illesztett párazáró réteg beépítése a hőszigetelés belső (meleg) oldalára, amely megakadályozza a pára bejutását a szerkezetbe. Emellett fontos a csomópontok (pl. födémcsatlakozások, válaszfalak bekötése) hőhídmentes kialakítása, ami belső oldali szigetelésnél különösen nehéz.
Anyagválasztás szempontjából a párazáró tulajdonságú, csekély vízfelvételű anyagok, mint a zárt cellás XPS vagy PIR táblák, előnyösebbek lehetnek, de speciális, páraaktív belső oldali hőszigetelő rendszerek (pl. kalcium-szilikát táblák) is léteznek, amelyek képesek a nedvességet pufferelni és visszaszárítani a beltér felé. A belső oldali hőszigetelés mindig kompromisszumos megoldás, és körültekintő tervezést, szakszerű kivitelezést igényel.

## Tetőszigetelés
A tetőn vagy a legfelső zárófödémen keresztül jelentős hő távozhat (akár 20-30% is), ezért a tetőtér vagy a padlástér megfelelő hőszigetelése kiemelten fontos az energiahatékonyság szempontjából. A tetőszigetelés kialakítása függ a tető típusától (magastető vagy lapostető) és a tetőtér hasznosításától (beépített vagy beépítetlen).
Magastetők esetében, különösen beépített tetőtereknél, a leggyakoribb megoldás a szarufák közötti és/vagy alatti hőszigetelés. A leggyakrabban használt anyagok a szálas szigetelőanyagok, mint az üveggyapot vagy a kőzetgyapot, rugalmasságuk és jó hézagkitöltő képességük miatt. A szigetelés vastagsága itt általában jelentősen nagyobb, mint a homlokzatokon, a jelenlegi előírásoknak való megfeleléshez gyakran 25-30 cm vagy még vastagabb réteg szükséges.
A szigetelést jellemzően két rétegben helyezik el:
1.  Az első réteget a szarufák közé teszik, a szarufák magasságát teljesen kitöltve.
2.  A második réteget a szarufák alá, azokra merőlegesen helyezik el egy segédszerkezet (pl. fa vagy fém váz) közé. Ez a kiegészítő réteg csökkenti a szarufák által okozott hőhidak hatását és lehetővé teszi a nagyobb szigetelési vastagság elérését.
Fontos a szigetelőanyag pontos, hézagmentes beépítése. Az illesztéseknél keletkező rések vagy a szigetelőanyag összenyomódása, elmozdulása jelentősen ronthatja a hőszigetelés hatékonyságát és hőhidakat hozhat létre. A belső (meleg) oldalon elengedhetetlen egy folytonos párafékező vagy párazáró fólia beépítése a páralecsapódás megelőzése érdekében, míg a külső (hideg) oldalon páraáteresztő tetőfólia szükséges a szerkezetbe esetlegesen bejutó nedvesség kiszellőzésének biztosítására.

## Ablakok hőszigetelése
Az ablakok és más üvegezett szerkezetek az épületek hőveszteségének egyik legjelentősebb tényezői lehetnek, ugyanakkor fontos szerepet játszanak a természetes megvilágításban és a passzív szoláris nyereségben is. Hőszigetelő képességük javítása már régóta fontos cél.
A kezdetleges megoldások (pl. szimpla üvegezés) után megjelentek a kétrétegű ablakok (pl. pallótokos, kapcsolt gerébtokos), ahol a két üvegréteg közötti levegőréteg javította a hőszigetelést. Az energiaválság után, az 1970-es évektől kezdtek elterjedni a gyárilag készült, többrétegű hőszigetelő üvegezések, először két-, majd háromrétegű kivitelben.
Napjainkban a modern hőszigetelő üvegek teljesítményét már nemcsak a rétegszám növelésével, hanem fejlettebb technológiákkal javítják:
- Nemesgáz töltés: A levegő helyett a légrést argon, kripton vagy xenon nemesgázzal töltik ki, amelyeknek alacsonyabb a hővezetési tényezője, mint a levegőé. Ez jelentősen csökkenti a hőátadást konvekció és kondukció útján.
- Low-E bevonat (Low-Emissivity, alacsony kibocsátású bevonat): Az üvegtáblák belső felületére egy vékony, átlátszó fém-oxid bevonatot visznek fel. Ez a bevonat szelektíven átereszti a napfény rövidhullámú sugárzását (látható fény), de visszaveri a hosszúhullámú infravörös hősugárzást. Télen ez a belső tér melegét tükrözi vissza a helyiségbe, csökkentve a hőveszteséget, nyáron pedig részben visszaveri a külső hősugárzást. Egy Low-E bevonattal ellátott kétrétegű üvegezés hőszigetelő képessége nagyjából kétszerese egy hagyományos, bevonat nélküli kétrétegű üvegének.
- Melegperemes távtartó: Az üvegtáblák közötti távtartó anyaga is befolyásolja a hőszigetelést. A hagyományos alumínium távtartók hőhidat képeznek az üveg szélén. A "melegperemes" távtartók rozsdamentes acélból vagy műanyagból készülnek, csökkentve ezt a hőhídhatást és javítva az ablak teljes hőszigetelő képességét (Uw-érték).

Az ablakok teljes hőszigetelő képességét (Uw-érték) az üvegezés (Ug) és a keretszerkezet (Uf) hőátbocsátási tényezője, valamint a melegperem hatása (Ψg) együttesen határozza meg.

## Lábazati szigetelés
A lábazat (az épület alsó, talajjal vagy járdaszinttel érintkező része) hőszigetelése kritikus fontosságú, mivel szigetelés hiányában a teljes hőveszteség 10–15 százaléka itt távozhat. Az utólagos hőszigetelési munkálatok során a lábazat megfelelő szigetelését sajnos gyakran elhanyagolják, ami nemcsak a fűtési költségeket növeli, hanem szinte kivétel nélkül jelentős hőhidak kialakulásához és a kapcsolódó problémákhoz (páralecsapódás, penészesedés a padló és a fal találkozásánál) vezet.
A lábazat szigetelése speciális követelményeket támaszt az anyagokkal szemben:
- Minimális vízfelvétel: A lábazat ki van téve a talajnedvességnek, csapóesőnek, felfröccsenő víznek. A hőszigetelő anyagnak tartósan ellenállónak kell lennie a nedvességgel szemben, hogy ne veszítse el hőszigetelő képességét és ne károsodjon.
- Nagy nyomószilárdság: A lábazatot mechanikai hatások (pl. földnyomás, ütések) és a fölötte lévő falszerkezet súlya is terhelheti. Az anyagnak kellően szilárdnak kell lennie, hogy ellenálljon ezeknek a terheléseknek deformáció nélkül.
- Fagyállóság: A nedvességnek kitett anyagoknál fontos a fagyállóság, hogy a ciklikus fagyás-olvadás ne okozzon szerkezeti károsodást.

Ezen követelmények miatt a lábazati szigeteléshez leggyakrabban zárt cellás extrudált polisztirolhab (XPS) táblákat alkalmaznak. Az XPS anyagszerkezete révén rendkívül alacsony a vízfelvétele (jellemzően 0,2–1,0 térfogatszázalék), nagy a nyomószilárdsága és fagyálló. Az XPS táblák akár tartósan talajvíznek kitett környezetben is alkalmazhatók anélkül, hogy szerkezeti vagy mechanikai tulajdonságaik jelentősen romlanának. A lábazati szigetelést általában a terepszint alá is le kell vezetni (jellemzően 30-60 cm mélységig) a hőhidak elkerülése érdekében.

## Utólagos hőszigetelés
Egy már meglévő, korábban szigeteletlen vagy nem megfelelően szigetelt épület utólagos hőszigetelése jelentős energia-megtakarítást eredményezhet. A teljes homlokzati falfelület szakszerű utólagos hőszigetelése esetén általában 35-50%-os, vagy akár ennél is nagyobb mértékű fűtési energia-megtakarítással lehet számolni, az épület eredeti állapotától és a szigetelés vastagságától függően. Az utólagos hőszigetelés történhet különböző anyagokkal, leggyakrabban:
- mesterséges alapú hőszigetelőkkel (pl. polisztirol habok - EPS, grafitos EPS, XPS; PIR táblák)
- természetes alapú, ásványi hőszigetelőkkel (pl. kőzetgyapot, üveggyapot)
- egyéb természetes vagy újrahasznosított anyagokkal (pl. cellulóz, farostlemez, kender, parafa).

### Nyári hővédelem
A hőszigetelő anyagok kiválasztásánál – különösen a tetőterek és a könnyűszerkezetes épületek hőszigetelésekor – nemcsak a téli hideg elleni védelem (alacsony hővezetési tényező, λ), hanem a nyári túlmelegedés elleni védelem szempontjait is figyelembe kell venni. Nem biztos, hogy az az anyag, amely télen kiváló hőszigetelő, nyáron is optimális védelmet nyújt a hőség ellen.
A nyári hővédelem szempontjából két fontos anyagtulajdonság van:
- Fajlagos hőkapacitás (c): Mennyi hőt képes tárolni az anyag egységnyi tömege 1 °C hőmérséklet-emelkedés mellett. Minél nagyobb, annál jobb.
- Testsűrűség (ρ): Az anyag tömege egységnyi térfogatban.

E kettő szorzata adja a térfogati hőkapacitást, amely a szerkezet vastagságával együtt meghatározza annak hőtároló képességét. A nagyobb hőtároló tömegű szerkezetek lassabban melegszenek át. Ezt a késleltetést jellemzi a fáziseltolódás (időben kifejezve, órában), amely megmutatja, hogy a külső hőmérsékleti csúcs mennyi idő elteltével jelenik meg a belső oldalon. A hosszabb (legalább 8-10 órás) fáziseltolódás segít abban, hogy a nappali hőség csak az esti, hűvösebb órákban érje el a belső teret, javítva a nyári komfortot.
Általában a nagyobb testsűrűségű anyagok (pl. farostlemez, kőzetgyapot bizonyos típusai, cellulóz) jobb nyári hővédelmet biztosítanak, mint a könnyebb anyagok (pl. EPS, üveggyapot), még ha a téli hőszigetelő képességük hasonló is.

#### Mesterséges alapú hőszigetelők (EPS és XPS)
Az EPS (expandált polisztirol) hőszigetelő lapok alapanyaga a kőolajból előállított sztirol monomer, amelyből polimerizációval polisztirol gyöngyöket készítenek. Ezeket gőzzel és hajtógázzal (jellemzően pentán) expandálják ("felfújják"), így jön létre a könnyű, levegővel telt cellákból álló habszerkezet. Az EPS lapok nyitott cellaszerkezetük miatt kis mértékben (általában 2-5 térfogatszázalék) képesek vizet felvenni, ami ronthatja hőszigetelő képességüket. Ezért fontos, hogy olyan helyeken alkalmazzák, ahol nincsenek kitéve tartós nedvességhatásnak vagy páralecsapódásnak, illetve a beépítés során gondoskodni kell a nedvesség elleni védelemről.
Az XPS (extrudált polisztirol) habok zárt cellaszerkezetűek, amit egy folyamatos extrudálási eljárással érnek el. Ennek köszönhetően rendkívül ellenállóak a nedvességgel szemben (vízfelvételük elhanyagolható), és nagyobb a nyomószilárdságuk, mint az EPS-é. Ezek a tulajdonságok teszik alkalmassá olyan helyeken történő alkalmazásra, ahol nagy a nedvességterhelés (pl. lábazatok, pincefalak külső oldala, fordított rétegrendű tetők) vagy jelentős mechanikai igénybevétel (pl. nagy terhelésű padlók).
Mind az EPS, mind az XPS érzékeny az ultraibolya (UV) sugárzásra, ezért a beépítésig és a végleges fedőréteg (vakolat, burkolat) elkészültéig védeni kell a közvetlen napfénytől.

#### Természetes alapú hőszigetelők
- Üveggyapot: Kvarchomokból és újrahasznosított üvegből olvasztással és szálazással előállított, szálas szerkezetű hőszigetelő anyag. Könnyű, rugalmas, jól vágható és formázható, kiválóan kitölti a szabálytalan alakú hézagokat is. Jó hő- és hangszigetelő, páraáteresztő és nem éghető (A1 tűzvédelmi osztály). Elsősorban tetőterek, födémek, válaszfalak, könnyűszerkezetes épületek kitöltő szigetelésére használják.
- Kőzetgyapot: Főként bazalt és más vulkanikus kőzetek, valamint kohósalak olvasztásával és szálazásával készül. Az üveggyapothoz hasonlóan kiváló hő- és hangszigetelő, páraáteresztő és nem éghető (A1). Az üveggyapotnál általában nagyobb testsűrűségű és merevebb, ezért homlokzati hőszigetelő rendszerekben (vakolható táblaként), lapostetőkön, padlókban és magasabb hőmérsékletnek kitett helyeken (pl. ipari berendezések szigetelése) is alkalmazzák. Mérettartó, nem zsugorodik, és rendkívül tartós. Olvadáspontja magas (jellemzően 1000 °C felett), így kiváló tűzvédelmi tulajdonságokkal rendelkezik.

#### Ablakok utólagos hőszigetelése
Lehetőség van a meglévő ablakok hőszigetelő képességének utólagos javítására speciális hőszigetelő ablakfóliák felragasztásával az üvegfelületre. Ezek a fóliák általában egy vékony Low-E bevonatot tartalmaznak. Gyártói adatok szerint ezzel a módszerrel csökkenthető az ablakon keresztüli hőveszteség, különösen régebbi, bevonat nélküli üvegezések esetén. Az elérhető energiamegtakarítás mértéke azonban függ az ablak eredeti állapotától és a fólia típusától, és általában elmarad egy modern, többrétegű, gyárilag bevonatos és nemesgázzal töltött hőszigetelő üvegezés teljesítményétől.

## Jogszabályok
- Az Európai Parlament és a Tanács 2010/31/EU irányelve (2010. május 19.) az épületek energiahatékonyságáról (átdolgozás)
- Az Európai Parlament és a Tanács (EU) 2018/844 irányelve (2018. május 30.) az épületek energiahatékonyságáról szóló 2010/31/EU irányelv és az energiahatékonyságról szóló 2012/27/EU irányelv módosításáról
- Magyarországon a fentieket átültető és kiegészítő jogszabályok, különösen a 7/2006. (V. 24.) TNM rendelet az épületek energetikai jellemzőinek meghatározásáról (és annak későbbi módosításai), valamint a 176/2008. (VI. 30.) Korm. rendelet az épületek energetikai jellemzőinek tanúsításáról.